# Senatoconsulto
Il senatoconsulto (in latino senatus consultum, parere del senato) era una deliberazione del senato dell'antica Roma concernente un tema politico. Con l'evolvere della costituzione romana e dell'organizzazione istituzionale del governo (dalla monarchia al dominato passando per la libera Res Publica) mutò radicalmente nel valore attraverso i secoli, mantenendo però la forma di "decisione" o di "parere" del senato, quindi dei "migliori" della città.

## Storia politico-giuridica della sua efficacia

### Età regia
Durante il periodo regio il senatoconsulto altro non era se non un parere fornito al sovrano quando questi lo avesse esplicitamente richiesto; non aveva alcuna importanza giuridica, era nulla in più che un'autorevolissima opinione, probabilmente vincolante da un punto di vista "sociale", fornita dal "consiglio dei saggi" ("consilium patrum") in merito a quanto il re chiedeva.

### Età repubblicana
La situazione cambiò in età repubblicana, periodo in cui il senato stesso raggiunge l'apice del suo potere al comando dell'Urbe, salvo poi declinare con l'approssimarsi dell'impero. La vicenda del valore dei senatoconsulti è strettamente legata, nel periodo repubblicano, al rapporto intercorrente tra senatori e magistrati; questo rapporto spiega infatti come un semplice "parere" di un organo potesse reggere le sorti di tutta la politica romana.
Innanzitutto è bene notare come i membri della classe senatoria e coloro che ogni anno assurgevano alle magistrature fossero legati, da un punto di vista sociologico, da una ben radicata solidarietà di ceto: erano sostanzialmente tutti membri della aristocrazia romana, di cui il senato stesso era rappresentazione principale, quindi uniti nella difesa dello status quo, dei privilegi e nella conservazione del potere. Per questo motivo era ben difficile trovare un magistrato che negasse efficacia al senatoconsulto, sebbene il senatoconsulto in sé non fosse affatto precettivo e vincolante per i magistrati.
Posto questo, si può anche riconoscere che il senato disponeva di numerosi mezzi "politici" di coercizione e di indirizzo dell'azione dei magistrati; nei confronti di coloro che si rifiutavano di attuare legalmente un senatoconsulto (per esempio ratificando iure honorario le decisioni prese dal senato) il senato poteva richiedere l'intervento di un magistrato dotato di maggiore potere, oppure delegare un legato o un tribuno, o promuovere una quaestio contro il recalcitrante, nel caso in cui i diritti del senato fossero protetti da una legge; in campo militare anche Polibio affermava che il senato poteva negare, ai magistrati con imperium militiae che si rifiutavano di eseguire i pareri senatori, l'invio di vettovaglie o dello stipendio all'esercito, oppure poteva negare la prorogatio della carica del magistrato dopo la scadenza o la celebrazione del trionfo.
In ultima analisi va aggiunto che non basta la connivenza politica tra senato e magistrati a giustificare un'applicazione diretta e sempre puntuale di un dispositivo non vincolante (anche se pochi sono i casi in cui i senatoconsulti non ebbero seguito nella vita della Roma repubblicana); si deve aggiungere che al senatoconsulto era comunemente riconosciuta una idea di vincolatività (potremmo dire, ma il paragone non è affatto perfetto, simile a quella dei nostri usi giuridici, che si basano sulla opinio iuris seu necessitatis di un comportamento comune e ripetuto), come è anche dimostrato dalla lex de provinciis praetoriis del 101 a.C. o del 100 a.C. (legge comiziale, quindi fonte del diritto), nella quale si prevede, in un contesto di relazioni internazionali, che "[…] è compito di ogni magistrato o promagistrato […] curare che avvenga tutto ciò che il senato ha decretato in materia."
Se ne deduce perciò che in età repubblicana il senatoconsulto godeva, anche se non in via ufficiale, ma nei fatti, di una specie di "efficacia indiretta", che permise al senato di dominare politicamente lo stato intero nel periodo della sua massima forza espansiva. Polibio aggiunge che il senato era obbligato a rispettare i desideri dei cittadini romani, non potendo compiere inchieste sui più importanti reati contro la Res publica, per i quali è prevista la pena capitale e farne eseguire la sentenza, se il popolo non ratificava il preliminare senatus consultum.

### Età imperiale
Con lo sgretolarsi dell'apparato istituzionale repubblicano e l'avvento del principato prima e dell'impero poi mutò di nuovo l'importanza del senatoconsulto, di pari passo con quella del senato stesso. È in questo periodo che il parere del senato acquistò una "efficacia diretta" nei confronti dello stato e dei suoi magistrati, funzionari e cittadini, diventando definitivamente fonte del diritto, accanto alle costituzioni dell'imperatore. Attraverso la forma del senatoconsulto era l'imperatore stesso a far valere la propria volontà; egli, parlando in senato, raccoglieva l'adesione dei senatori alla sua orazione e la promulgava nella forma stessa del senatoconsulto; tale pratica assunse il nome di oratio principis in senatu habita. L'adesione dei senatori altro non era quindi che un banale riconoscimento di efficacia delle volontà dell'imperatore, nelle qualità di princeps senatus. 
Questo "manto" tradizionale venne pian piano sempre meno col passare del tempo, mentre prendeva viva forza la costituzione imperiale; sembra che il senatoconsulto come mezzo ufficiale per promulgare norme esplicite e generali sia caduto definitivamente in disuso con Nerva, sebbene esso restasse una fonte del diritto con pari dignità della lex imperiale (e quindi fonte di ius civile). A testimoniare la sua importanza in età imperiale è Gaio, giurista del II secolo d.C., proprio nell'incipit della sua opera maggiore, le Institutiones:
(Gaio, Institutiones I, 4.)

## Deliberazioni note
- Senatus consultum de Bacchanalibus, col quale furono vietati in tutta Italia i Bacchanalia, eccezion fatta per alcuni casi specifici che dovevano essere esplicitatamene approvati dal Senato stesso. Il testo, risalente al 186 a.C., rappresenta uno degli scritti latini più arcaici, fu ritrovata nel 1640 a Tiriolo, in provincia di Catanzaro.
- Senatoconsulto Velleiano, che risale al 54 d.C., che stabilì un limite alla capacità giuridica femminile facendo divieto alle donne di assumere obbligazioni nell'interesse altrui.